# Čechové (kmen)

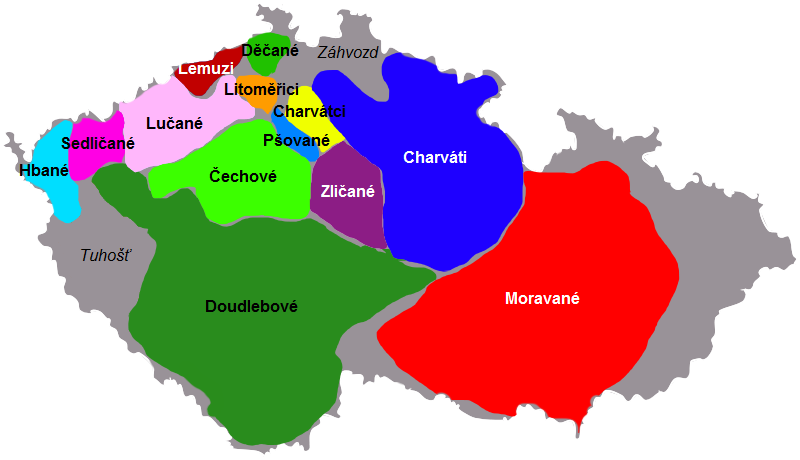
Čechové na mapě s ostatními kmeny v hranicích moderní České republiky

Čechové byl hypotetický středověký západoslovanský kmen, který obýval střední část budoucích Čech, konkrétně okolí středního a dolního toku Vltavy. Jsou podle něho pojmenovány Čechy jako region i dnešní Češi jako národ. Zpočátku kmen Čechů zaujímal relativně malé území, ale byl početný. Hraničil s Doudleby na jihu, Zličany a Pšovany na východě, Litoměřici na severu a Lučany na západě. Centrum Čechů se nacházelo na území dnešní Prahy a v její blízkosti (převážně území okresů Praha-východ, Praha-západ, Beroun, Kladno a Rakovník). 
V 9. až 10. století rostla moc rodu Přemyslovců stojícího v čele kmene Čechů. Ti po několik staletí bojovali o nadvládu nad českou kotlinou s rodem Slavníkovců z kmene Zličanů a s Vršovci z kmene Lučanů. Nakonec Přemyslovci ovládli všechny sousední slovanské kmeny a vytvořili České knížectví. Tato teorie více českých kmenů je však mnohými historiky (např. Dušan Třeštík) zpochybňována a považována za překonanou. Novější teorie je považuje za malá knížectví, jejichž obyvatelé byli součástí jednoho kmene Čechů.